# Classe Zumwalt
Pour les articles homonymes, voir DDX et Zumwalt.
La classe Zumwalt (DDG-1000, ex-DDX, ex-DD 21) est une catégorie de destroyers mise en service dans l'United States Navy dans les années 2010. Il s'agit d'un navire furtif.

## Historique

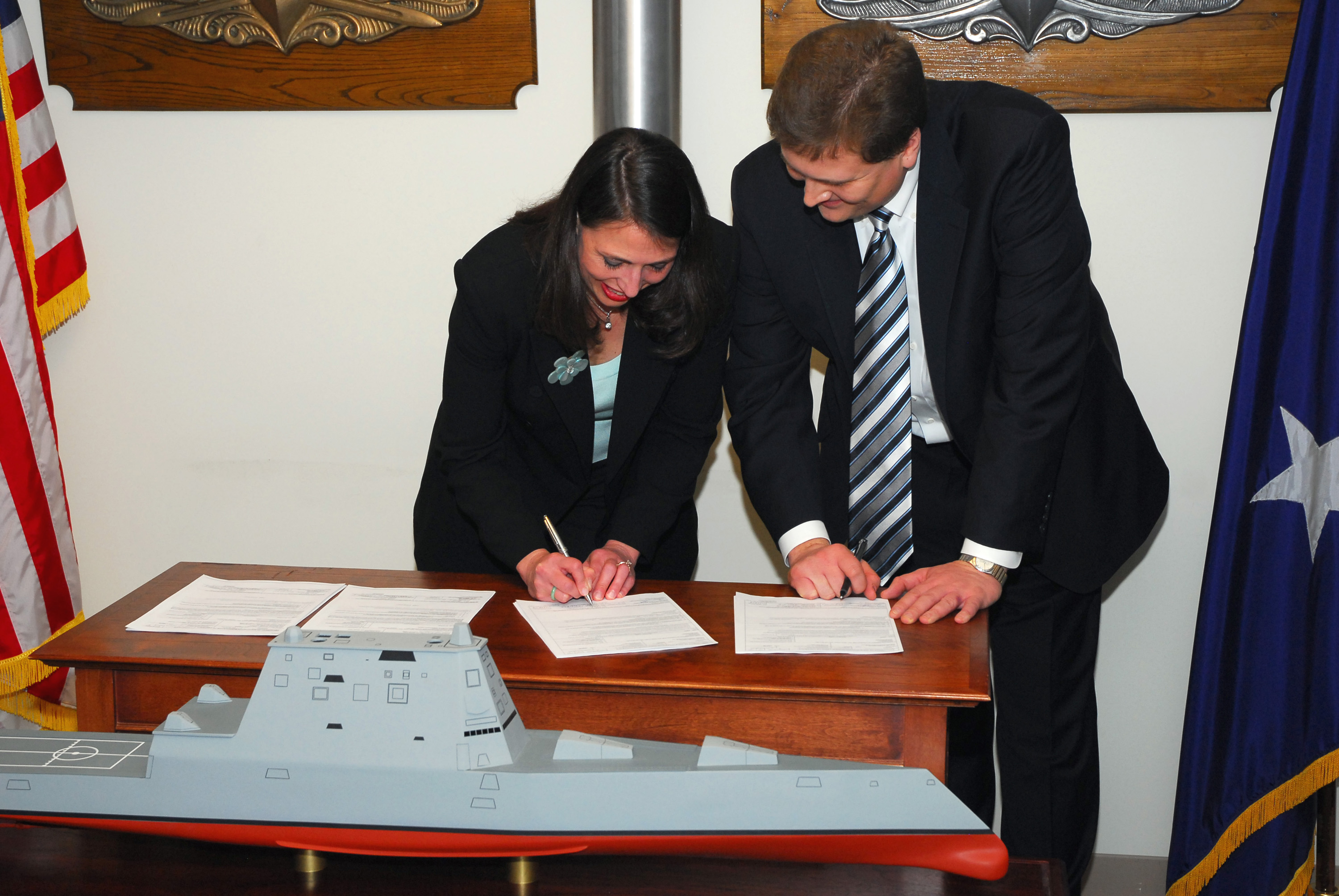
Signature du contrat pour le 1er navire le 14 février 2008.

À l'origine, dans le cadre du programme DD21 des années 1990, 32 navires étaient prévus, mais le programme a subi plusieurs réorganisations en cours de route, à la suite d'une explosion des coûts. Le design final a été ébauché en 2001.
En janvier 2007, deux navires étaient commandés, sur une série de sept prévus par des contrats signés en février 2008. Le coût était alors de 1,4 milliard de dollars par bâtiment. Cependant, en juillet 2008, la décision d'annuler la construction des cinq navires suivants fut annoncée, l'US Navy préférant se munir de onze navires supplémentaires de la classe Arleigh Burke, à capacité antimissile. En août 2008, l'US Navy demanda la construction d'un troisième navire et de huit Arleigh Burke supplémentaires, portant éventuellement l'AGS de 155 mm.
En juillet 2008, le programme de construction était le suivant mais il a pris du retard :
- Octobre 2008 : début de la construction du USS Zumwalt (DDG-1000) au chantier naval Bath Iron Works. Son nom est un hommage à l'amiral Elmo Zumwalt (1920-2000) qui fut chef des opérations navales de 1970 à 1974 ;
- Septembre 2009 : début de la construction du USS Michael Monsoor (DDG-1001)[7] au chantier naval Ingalls de Pascagoula. Son nom est un hommage à Michael A. Monsoor, un SEAL mort au combat en 2006 ;
- 4 avril 2012 : début de la construction du USS Lyndon B. Johnson (DDG-1002)[8] ;
- Avril 2013 : livraison du DDG-1000. Elle n'aura finalement lieu que le 19 octobre 2013 ;
- Mai 2014 : livraison du DDG-1001. Finalement livré le 20 mai 2016[9] ;
- Mars 2015 : capacité opérationnelle initiale (IOC : Initial Operating Capability) ;
- Janvier 2019 : livraison du DDG-1002 le 26 janvier 2019

En septembre 2020, le coût unitaire de ces navires est estimé par le Government Accountability Office à neuf milliards de dollars américains.

## Caractéristiques
Ces navires de grande taille (14 000 tonnes), plus lourds que les croiseurs de la classe Ticonderoga actuellement en service, devaient coûter 3,2 milliards de dollars pièce, selon les projections de 2008, mais le coût unitaire en 2011 est de 3,8 milliards de dollars pièce. Il pourrait même être de 6,6 milliards de dollars, si on inclut les frais de recherche et développement, pour un programme estimé à cette date à 20 milliards de dollars, puis estimé à 9 milliards en octobre 2020. 
Ces navires, fortement automatisés, embarquent un équipage de 147 officiers et marins seulement (142 prévus à l'origine) auxquels s'ajoutent les 28 hommes du détachement aviation, chargé des hélicoptères et des drones, soit environ deux fois moins qu'un destroyer de la classe Arleigh Burke. La passerelle se trouve au 2e étage du château, et non en haut de celui-ci comme pour les navires classiques.
Cette classe a été conçue afin d'effectuer les bombardements de cibles terrestres, assurés jusqu'alors par les cuirassés de la classe Iowa, construits pendant les années 1940 et retirés de la flotte de réserve depuis 2006. Conçue pour être furtive, sa coque frégatée lui donne un aspect ressemblant à celui d'un cuirassé à coque en fer de la fin du XIXe siècle.
Elle est dotée à cet effet d'une artillerie dont les obus auraient dû avoir une portée supérieure à 160 km (environ 100 miles, ou 85 milles nautiques), avec 2 pièces d'artillerie de calibre 155 mm Advanced Gun System d'une cadence de tir de 10 coups par minute, avec mille obus par pièce. En 2012, les essais du Long Range Land Attack Projectile (en) (LRLAP) de Lockheed Martin, long de 2,2 mètres pour une masse de 104 kg et devant afficher une portée de 74 milles (environ 140 km) (60 milles dans un premier temps) se sont déroulés avec succès. Mais, en novembre 2016, le programme est stoppé à 90 munitions vu leur énorme coût unitaire de plus de 800 000 dollars. Des solutions de remplacement sont à l'étude en 2016 dont l'emploi possible d'obus guidés M712 Copperhead (en) et M982 Excalibur utilisés par l'US Army, en 2018, BAE Systems et Leonardo ont proposé les obus de précision Vulcano ayant une portée de 75 km en vol balistique normal et 100 km lorsqu'ils sont guidés. Mais, il est annoncé en novembre 2021 que cette artillerie serait enlevée et remplacer par 12 silos (2 ensembles de 3 par emplacement des tourelles) pour les missiles hypersoniques du programme Intermediate-Range Conventional Prompt Strike. L'installation devant débuter en 2024 pour être opérationnelle fin 2025.
Ces bâtiments disposent d'un total de 80 cellules de lancement vertical pour missiles réparties en 20 modules de 4 cellules, soit 6 modules sur chaque bord à l'avant du château et 4 modules sur chaque bord à l'arrière. Les cellules ne forment qu'une seule et unique rangée. Pour sa défense rapprochée, il était prévu que le navire soit équipé de deux canons Mk.110 (en) de calibre 57 mm, mais il fut décidé en 2014 d'installer deux canons Mk.46 de calibre 30 mm. Son radar à antenne active AN/SPY-3 travaille en bande S et bande X.
Il peut embarquer par sa poupe deux embarcations à coque semi-rigide de 11 mètres et une de 7 mètres.
Ce projet associe entre-autres le chantier naval Ingalls de Pascagoula et le chantier naval Bath Iron Works à Northrop Grumman, Lockheed Martin, Raytheon et BAE Systems.

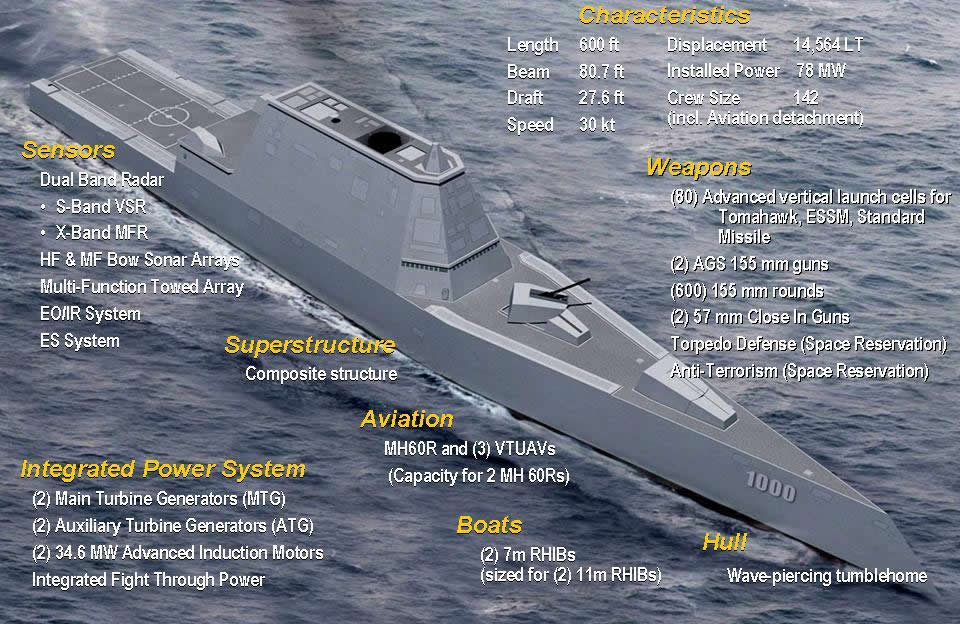
Caractéristiques prévues en 2006 pour l'.

## Liste des navires
| Nom                   | Numéro   | Image | Chantier                       | Pose de la quille | Lancement       | Mise en service  |
| --------------------- | -------- | ----- | ------------------------------ | ----------------- | --------------- | ---------------- |
| USS Zumwalt           | DDG-1000 |       | Chantier naval Bath Iron Works | 17 novembre 2011  | 28 octobre 2013 | 15 octobre 2016  |
| USS Michael Monsoor   | DDG-1001 |       | Chantier naval Bath Iron Works | 23 mai 2013       | 21 juin 2016    | 26 janvier 2019  |
| USS Lyndon B. Johnson | DDG-1002 |       | Chantier naval Bath Iron Works | 30 janvier 2017   | 9 décembre 2018 | attendue en 2022 |